# 사랑만들기 (1983년 영화)
"사랑만들기"는 1983년에 개봉한 대한민국의 영화이다.

## 캐스팅
- 최선아
- 길용우
- 선우재덕
- 이효정
- 손창호
- 안문숙
- 손경수
- 노경신
- 김주승
- 임인업
- 장은석
- 박성용
- 두진택
- 김학주
- 한진욱
- 김민규
- 양춘
- 나갑성
- 이석구
- 오영화
- 김동현 (특별출연)
- 방희 (특별출연)
- 유장현 (특별출연)
- 김윤행 (특별출연)
- 최병철 (특별출연)